# Dycladia transacta
Dycladia transacta là một loài bướm đêm thuộc phân họ Arctiinae, họ Erebidae.